# رونهوف سبورت بارك
رونهوف سبورت بارك (بالألمانية: Sportpark Ronhof Thomas Sommer) هو ملعب كرة قدم في منطقة رونهوف في فورت، بافاريا، ألمانيا، وملعب فريق غرويتر فورت.

## تاريخ
تم افتتاح الملعب في الأصل في 11 سبتمبر 1910.